# Дакан-Чу
Дакан-Чу — средневековый замковый комплекс в высокогорном Итум-калинском районе Чеченской Республики, в ущелье речки Майстихи, правого притока Аргуна. Датируется XII—XVII веками.

## Описание
Комплекс Дакан-Чу расположен вблизи российско-грузинской границы, на территории Аргунского государственного историко-архитектурного и природного музея-заповедника. Центр археологических исследований Института гуманитарных исследований Академии наук Чечни провёл аэрофотосъёмку и радиоуглеродный анализ, позволивший учёным констатировать, что замок возведён в XII—XVII веках.
Первое упоминание Дакан-Чу зафиксированно в 1928 году у чеченского археолога Маирбека Акбулатова, который работал в Итум-Калинском районе, в том числе в историко-этнографической области Майста. Он составил описание крепости со слов местных жителей, которые оказались единственными сведениями о ней вплоть до её открытия в 2018 году.
Дакан-Чу представляет собой замковый ансамбль, состоящий из шестиэтажной боевой башни, трёхэтажной жилой башни, хозяйственной постройки и оборонительной стены. Не далеко от замка расположены два наземных склепа в которых чеченцы до принятия ислама хоронили покойников. При осмотре местности вблизи памятника были обнаружены руины нескольких объектов. В местности замкового комплекса Дакан-чу, по дороге к башенному комплексу Пуога, обнаружен петроглиф, ранее неизвестный в этой исторической области Северного Кавказа: нанесённые на камень три креста и две спирали. Так же была найдена стрельчатая арка высотой в человеческий рост.